# Eva Weber-Guskar
Eva Weber-Guskar (* 1977 in München) ist eine deutsche Philosophin.

## Leben
Sie studierte Philosophie, Komparatistik und Politische Wissenschaften an der LMU München, der Sorbonne in Paris und der Humboldt-Universität zu Berlin (2001 Magisterabschluss mit einer Arbeit über das Konzept der Perspektive in Leibniz’ Monadologie). Nach der Promotion 2007 an der FU Berlin bei Peter Bieri zur „Klarheit der Gefühle. Was es heißt, Emotionen zu verstehen“ war sie von 2008 bis 2010 wissenschaftliche Mitarbeiterin am Lehrstuhl für Praktische Philosophie der Georg-August-Universität Göttingen. Seit Wintersemester 2019 hat sie eine Heisenbergprofessur an der Ruhr-Universität Bochum.

## Schriften (Auswahl)
- Die Klarheit der Gefühle. Was es heißt, Emotionen zu verstehen. Berlin: De Gruyter, 2009, ISBN 978-3-11-020463-6.
- Würde als Haltung. Eine philosophische Untersuchung zum Begriff der Menschenwürde. Münster: Mentis, 2016, ISBN 3-95743-065-8.
- mit Mario Brandhorst (Hrsg.): Menschenwürde. Eine philosophische Debatte über Dimensionen ihrer Kontingenz. Berlin: Suhrkamp, 2017, ISBN 978-3-518-29811-4.
- Gefühle der Zukunft. Wie wir mit emotionaler KI unser Leben verändern. Berlin: Ullstein, 2024. ISBN 978-3-550-20287-2